# Joué-sur-Erdre
Joué-sur-Erdre là một xã thuộc tỉnh Loire-Atlantique, trong vùng Pays de la Loire ở phía tây nước Pháp. Xã này nằm ở khu vực có độ cao trung bình 37 mét trên mực nước biển. Theo điều tra dân số năm 2006 của INSEE, xã có dân số 1901 người.
Tên gọi Joué-sur-Erdre bắt nguồn từ tên Latin Jovis (Jupiter) và từ Celt erdam (sông nhỏ). Its Breton name is Yaoued.
Joué-sur-Erdre có tọa độ 47°29′47″B 1°25′8″T / 47,49639°B 1,41889°T, ở phía tây tỉnh Loire-Atlantique. Xã có cự ly 29 km về phía tây bắc Ancenis và 30 km về phía đông bắc Nantes.

## Liêt kết ngoàis
- Joué-sur-Erdre on the IGN Lưu trữ ngày 12 tháng 3 năm 2007 tại Wayback Machine
- Joué on the Liên xã pays d'Ancenis Lưu trữ ngày 26 tháng 1 năm 2009 tại Wayback Machine
- Aerial photos (Panoramio) Lưu trữ ngày 19 tháng 1 năm 2014 tại Wayback Machine
- Map. Lưu trữ ngày 8 tháng 12 năm 2008 tại Wayback Machine
- Census archives of Joué-sur-Erdre Lưu trữ ngày 27 tháng 3 năm 2009 tại Wayback Machine